# Арнольд фон Вінклер
Арнольд фон Вінклер (нім. Arnold von Winckler; 17 лютого 1856, Нейссе, Королівство Пруссія — 24 липня 1945, Бад-Фраєнвальде, Третій Рейх) — німецький воєначальник Першої світової війни, генерал від інфантерії.

## Біографія
Народився у сім'ї генерал-лейтенанта прусської армії. У 1873 році вступив на військову службу. З 1874 року — другий лейтенант. Закінчив Військову академію. У 1902—1906 роках — командир гвардійського стрілецького батальйону, із 1906 року — полковник. У 1906—1907 роках — командир 5-го Тюрінгського Великого герцога Саксонського піхотного полку. З 1910 року — генерал-майор. У 1910—1911 роках — командир 57-ї піхотної бригади, в 1911—1912 роках — інспектор піхотних шкіл. З 1912 року — генерал-лейтенант, командир 2-ї гвардійської дивізії.

### Перша світова війна
На початку Першої світової війни продовжував командувати 2-ю гвардійською дивізією на Західному фронті, учасник битви на Марні. З березня 1915 року разом зі своєю дивізією воював на Східному фронті. З 29 червня 1915 року — командир 41-го резервного корпусу. З 11 вересня 1915 року — командир 4-го Карпатського резервного корпусу, учасник завоювання Сербії та боїв на Салонікському фронті. 27 листопада 1915 року нагороджений орденом Pour le Merite. Із серпня 1916 року — командувач 11-ї німецької армії в Македонії. У березні 1917 року отримав звання генерала від інфантерії.
З 5 червня 1917 року — командир 1-го армійського корпусу на Східному фронті. Брав участь у відбитті Червневого наступу російської армії. З 25 лютого 1918 року — командир 25-го резервного корпусу на Західному фронті, відзначився під час Третьої битви на Ені. Після завершення бойових дій вийшов у відставку.

## Нагороди
- Орден Pour le Merite